# 梁大中
梁大中（16世紀—16世紀），號慕臺，廣東廣州府新會縣小岡人，明朝政治人物。

## 生平
梁大中是嘉靖二十五年（1546年）丙午科廣東鄉試第二十名舉人，授廣信府永豐教諭，陞福州教授，以務實教育士子，隆慶元年（1567年）陞漳州推官，判案謹慎，不以指斥為能，漳州人稱為「梁佛」，署理龍溪、漳浦、南靖、詔安、龍巖五縣事皆有名聲，改賓州知州。辭官後即時為弟置產，讓出祖宅給對方，又拿出俸祿賑濟鄰居，生平不言他人過錯，對奴婢亦不曾疾言遽色，七十六歲時去世，四十年後海盜劉香入侵新會，見其故居外門木牌署名，說：「此梁佛家也。」勸解同黨切勿侵犯。

## 引用
1. 1 2  道光《新會縣志·卷八·人物上》：梁大中，號慕臺，小岡人 按選舉作滘頭人，領嘉靖二十五年鄉薦，初授永豐教諭，遷福州教授，其教士皆務實行，擢漳州府推官，祥刑慎罰，不以摘發為能，漳人稱為「梁佛」，厯署龍溪、漳浦、南靖、詔安、龍巖五縣皆有政聲，遷賓州知州，歸即為弟置產，以祖宅讓之，復割俸入賑鄰人，平居不言人過，雖臧獲未嘗以疾言遽色加之，年七十六卒，越四十年閩寇劉香犯邑掠其鄉，見外門綽楔署名曰「此梁佛家也。」戒勿犯。 賈志